# Tennis Napoli Cup (singolare maschile)
Questo è un elenco delle finali del singolare maschile della Tennis Napoli Cup.

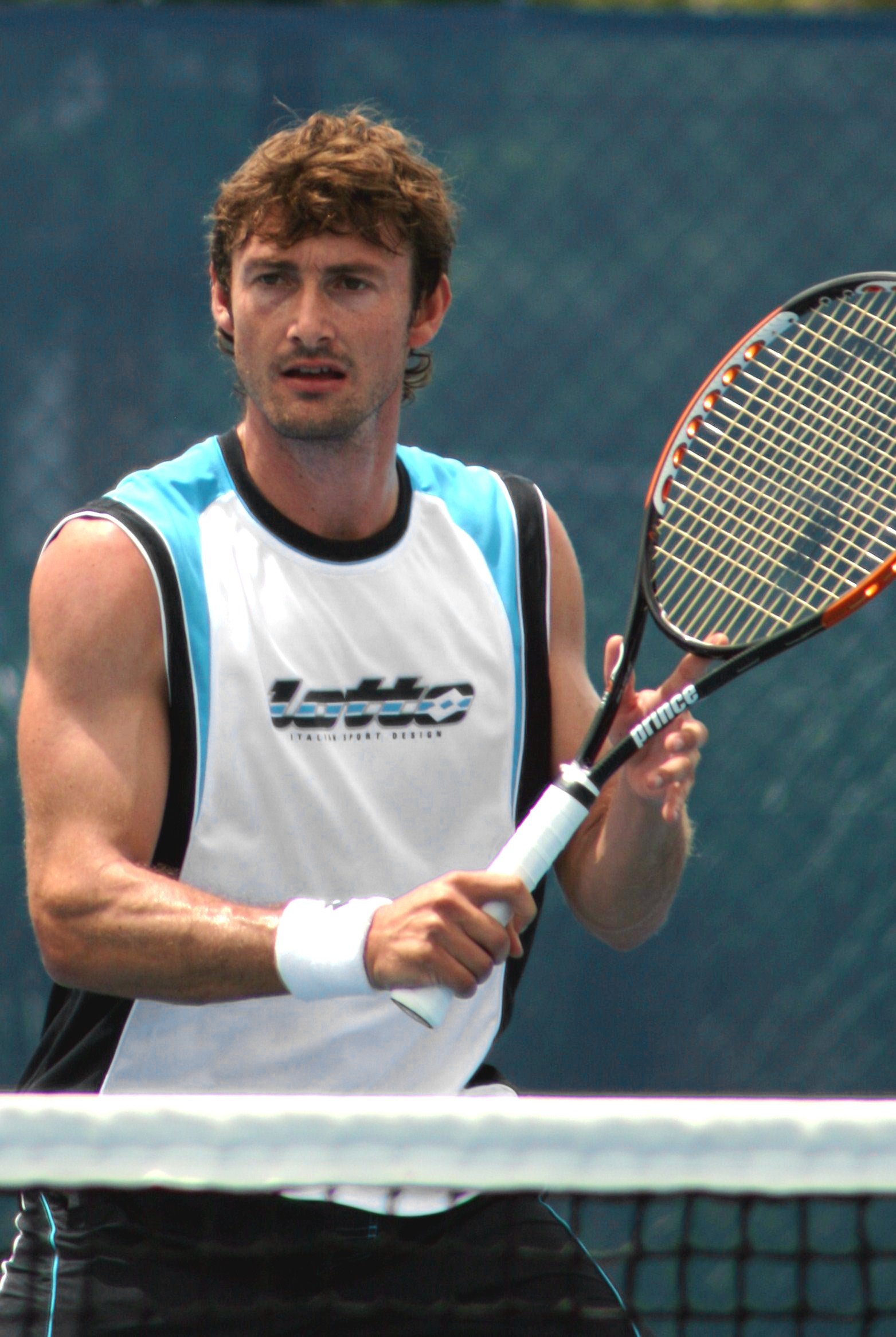
Juan Carlos Ferrero, vincitore nel 1999

| Anno             | Campione                  | Finalista                   | Punteggio               |
| ---------------- | ------------------------- | --------------------------- | ----------------------- |
| 1905             | Geoffrey Smith            |                             |                         |
| 1906             | Alfredo Pflucker (1)      |                             |                         |
| 1907 (primavera) | Alfredo Pflucker (2)      |                             |                         |
| 1907 (autunno)   | Alfredo Pflucker (3)      |                             |                         |
| 1908 (primavera) | Robert Hotham             |                             |                         |
| 1908 (autunno)   | Alfredo Pflucker (4)      |                             |                         |
| 1909 (primavera) | Alfredo Pflucker (5)      |                             |                         |
| 1909 (autunno)   | Alfredo Pflucker (6)      |                             |                         |
| 1910 (primavera) | Alfredo Pflucker (7)      |                             |                         |
| 1910 (autunno)   | Eugenio Schioppa (1)      |                             |                         |
| 1911             | Non disputato             | Non disputato               | Non disputato           |
| 1912 (primavera) | Tullio Jappelli (1)       |                             |                         |
| 1912 (autunno)   | Tullio Jappelli (2)       |                             |                         |
| 1913 (primavera) | Eugenio Schioppa (2)      |                             |                         |
| 1913 (autunno)   | Eugenio Schioppa (3)      |                             |                         |
| 1914             | Giovanni Balbi di Robecco |                             |                         |
| 1915             | Eugenio Schioppa (4)      |                             |                         |
| 1916- 1918       | Non disputato             | Non disputato               | Non disputato           |
| 1919 (primavera) | Eugenio Schioppa (5)      |                             |                         |
| 1919 (autunno)   | George Grounsell (1)      |                             |                         |
| 1920             | Riccardo Sabbadini (1)    |                             |                         |
| 1921             | Riccardo Sabbadini (2)    |                             |                         |
| 1922             | George Grounsell (2)      |                             |                         |
| 1923             | Riccardo Sabbadini (3)    |                             |                         |
| 1924             | Carlo D'Avalos (1)        |                             |                         |
| 1925             | Carlo D'Avalos (2)        |                             |                         |
| 1926             | Carlo D'Avalos (3)        |                             |                         |
| 1927             | Carlo D'Avalos (4)        |                             |                         |
| 1928             | Antoine Gentien           |                             |                         |
| 1929             | Carlo D'Avalos (5)        |                             |                         |
| 1930             | Clemente Serventi         |                             |                         |
| 1931             | George Rogers             |                             |                         |
| 1932             | Giorgio De Stefani (1)    |                             |                         |
| 1933             | Giorgio De Stefani (2)    |                             |                         |
| 1934             | Roderich Menzel           |                             |                         |
| 1935             | Giovanni Palmieri (1)     |                             |                         |
| 1936             | Giovanni Palmieri (2)     |                             |                         |
| 1937             | Giovanni Palmieri (3)     |                             |                         |
| 1938             | 'Boris Maneff             |                             |                         |
| 1939- 1940       | Non disputato             | Non disputato               | Non disputato           |
| 1941             | Gianni Cucelli (1)        | Carlo Sada                  | 6–2, 6–3, 6–1           |
| 1942- 1947       | Non disputato             | Non disputato               | Non disputato           |
| 1948             | Gianni Cucelli (2)        | Jaroslav Drobný             | 0–6, 7–5, 6–0, 6–1      |
| 1949- 1952       | Non disputato             | Non disputato               | Non disputato           |
| 1953             | Budge Patty               | Bernard Tut Bartzen         | 5–7, 6–1, 7–5, 8–6      |
| 1954             | Non disputato             | Non disputato               | Non disputato           |
| 1955             | Giuseppe Merlo            | Fausto Gardini              | 6–1, 6–3, 6–4           |
| 1956             | Lew Hoad                  | Giuseppe Merlo              | 6–2, 7–5, 8–6           |
| 1957             | Orlando Sirola            | Luis Ayala                  | 4–6, 6–4, 7–5, 3–6, 6–3 |
| 1958             | Mervyn Rose               | Sven Davidson               | 6–4, 9–7, 4–6, 12–10    |
| 1959             | Nicola Pietrangeli (1)    | Neale Fraser                | 6–2, 6–3, 4–6, 6–4      |
| 1960             | Non disputato             | Non disputato               | Non disputato           |
| 1961             | Nicola Pietrangeli (2)    | Jan-Erik Lundquist          | 6–1, 6–1, 6–2           |
| 1962             | Fausto Gardini            | Sergio Tacchini             | 4–6, 6–2, 6–1, 6–1      |
| 1963             | Jan-Erik Lundquist        | Fred Stolle                 | 6–3, 0–6, 3–6, 6–3, 6–1 |
| 1964             | Nicola Pietrangeli (3)    | Edison Mandarino            | 2–6, 6–4, 6–1, 6–3      |
| 1965             | Martin Mulligan (1)       | Nicola Pietrangeli          | 6–4, 6–3, 6–3           |
| 1966             | Nicola Pietrangeli (4)    | Tony Roche                  | 8–6, 2–6, 6–2, 6–1      |
| 1967             | Martin Mulligan (2)       | Nicola Pietrangeli          | 5–7, 4–6, 6–0, 6–1, 6–0 |
| 1968             | Martin Mulligan (3)       | Nicola Pietrangeli          | 6–1, 6–2, 6–2           |
| 1969             | Patricio Rodríguez        | Martin Mulligan             | 8–6, 6–3, 0–6, 6–3      |
| 1970             | Ilie Năstase              | Martin Mulligan             | 6–1, 4–6, 6–4, 6–3      |
| 1971- 1974       | Non disputato             | Non disputato               | Non disputato           |
| 1975             | Ezio Di Matteo            | Pietro Marzano              | 2–6, 6–3, 6–4, 4–6, 7–5 |
| 1976- 1977       | Non disputato             | Non disputato               | Non disputato           |
| 1978             | Peter McNamara            | Stanislav Birner            | 7–5, 6–0                |
| 1979             | José Luis Damiani         | Alejandro Pierola           | 6–0, 6–3                |
| 1980             | Christophe Roger-Vasselin | Gianluca Rinaldini          | 7–5, 6–2                |
| 1981             | Damir Keretić             | Gustavo Guerrero            | 4–6, 6–2, 6–2           |
| 1982- 1994       | Non disputato             | Non disputato               | Non disputato           |
| 1995             | Thomas Johansson          | Frédéric Vitoux             | 6–0, 6–0                |
| 1996             | Félix Mantilla            | Karim Alami                 | 6–3, 7–5                |
| 1997             | Dinu Pescariu             | Oliver Gross                | 6–4, 6–2                |
| 1998             | Davide Sanguinetti        | Marat Safin                 | 6–4, 6–4                |
| 1999             | Juan Carlos Ferrero       | Juan Albert Viloca          | 3–6, 7–6, 6–1           |
| 2000- 2001       | Non disputato             | Non disputato               | Non disputato           |
| 2002             | David Ferrer              | Jean-René Lisnard           | 6–1, 6–1                |
| 2003             | Richard Gasquet (1)       | Gilles Müller               | 6–4, 6–4                |
| 2004             | Gilles Müller             | Arnaud Di Pasquale          | 7–6(7), 6(1)–7, 6–1     |
| 2005             | Richard Gasquet (2)       | Potito Starace              | 4–6, 6–3, 7–5           |
| 2006             | Potito Starace (1)        | Alessio Di Mauro            | 6–0, 5–1 ritiro         |
| 2007             | Potito Starace (2)        | Younes El Aynaoui           | 7–5, 6–2                |
| 2008             | Potito Starace (3)        | Marcos Daniel               | 6–4, 4–6, 7–6(3)        |
| 2009             | Pablo Cuevas              | Victor Crivoi               | 6–1, 6–3                |
| 2010             | Rui Machado               | Federico Delbonis           | 6–4, 6–4                |
| 2011             | Thomas Schoorel           | Filippo Volandri            | 6–2, 7–6(4)             |
| 2012             | Andrey Kuznetsov          | Jonathan Dasnieres de Veigy | 7–6(6), 7–6(6)          |
| 2013             | Potito Starace (4)        | Alessandro Giannessi        | 6–2, 2–0 rit.           |
| 2014             | Non disputato             | Non disputato               | Non disputato           |
| 2015             | Daniel Muñoz de la Nava   | Matteo Donati               | 6–2, 6–1                |
| 2016             | Jozef Kovalík             | Arthur De Greef             | 6–3, 6–2                |
| 2017- 2020       | Non disputato             | Non disputato               | Non disputato           |
| 2021             | Tallon Griekspoor         | Andrea Pellegrino           | 6–3, 6–2                |
| 2022             | Lorenzo Musetti           | Matteo Berrettini           | 7–6(5), 6–2             |
| 2023             | Non disputato             | Non disputato               | Non disputato           |
| 2024             | Luca Nardi                | Pierre-Hugues Herbert       | 5–7, 7–6(3), 6–2        |
| 2025             | Vít Kopřiva               | Luciano Darderi             | 3–6, 6–3, 7–6(4)        |